# Polish International 1983
Die Polish International 1983 im Badminton fanden vom 25. bis zum 27. November 1983 in Warschau statt.

## Medaillengewinner
| Disziplin    | Gold                    | Silber               | Bronze                                 |
| ------------ | ----------------------- | -------------------- | -------------------------------------- |
| Herreneinzel | Zhang Qiang             | Zheng Zhijun         | Chen Kang                              |
| Herreneinzel | Zhang Qiang             | Zheng Zhijun         | Harald Klauer                          |
| Dameneinzel  | Shi Wen                 | Chen Guirong         | Bożena Wojtkowska                      |
| Dameneinzel  | Shi Wen                 | Chen Guirong         | Liselotte Blumer                       |
| Herrendoppel | Lu Hengwen Zheng Zhijun | Chen Kang Wang Jian  | Tariq Farooq Klaus Fischer             |
| Herrendoppel | Lu Hengwen Zheng Zhijun | Chen Kang Wang Jian  | Jerzy Dołhan Grzegorz Olchowik         |
| Damendoppel  | Chen Guirong Shi Wen    | Chu Xiaojin Liang Ju | Hertha Obritzhauser Ingrid Wieltschnig |
| Damendoppel  | Chen Guirong Shi Wen    | Chu Xiaojin Liang Ju | Monika Cassens Petra Michalowsky       |
| Mixed        | Zhang Qiang Shi Wen     | Wang Jian Liang Ju   | Ralf Rausch Heidi Krickhaus            |
| Mixed        | Zhang Qiang Shi Wen     | Wang Jian Liang Ju   | Jerzy Dołhan Bożena Haracz             |

## Finalresultate
| Disziplin    | Sieger                  | Finalist             | Ergebnis     |
| ------------ | ----------------------- | -------------------- | ------------ |
| Herreneinzel | Zhang Qiang             | Zheng Zhijun         | 15–10, 18–17 |
| Dameneinzel  | Shi Wen                 | Chen Guirong         | 12–10, 11–1  |
| Herrendoppel | Lu Hengwen Zheng Zhijun | Chen Kang Wang Jian  | 15–7, 15–12  |
| Damendoppel  | Chen Guirong Shi Wen    | Chu Xiaojin Liang Ju | 15–7, 15–5   |
| Mixed        | Zhang Qiang Shi Wen     | Wang Jian Liang Ju   | 17–14, 17–14 |